# Asa herrgård
Asa herrgård eller Asagård är en herrgård och tidigare säteri i Asa socken i Växjö kommun.

## Historia
Asa var ursprungligen en by, kyrkbyn i Asa socken. Den har med all förmodan forntida anor, även om belägg inte finns så tidigt. Ett omnämnande 1324 /('scriptum Asa' = skrivet i Asa) kan syfta på så väl socknen som byn. Ett omnämnande av "in østra asa" 1341 syftar dock helt säkert på byn. Redan på 1300-talet finns frälsemän omtalade och efterhand blev både östra och västra Asa underlagda en frälsegård här. Asa gård till hörde under 1500-talet släkten Lilliesparre af Fylleskog och därefter från 1600-talet släkten Ulfsparre.
Peder Ulfsparre, som ägde Asa i slutet av 1600-talet lät 1669 gräva igenom en gravhög som låg nära gårdens port som kallas Helvetesbacken. I gravhögen påträffades en hällkista samt "en lampa av lera", en flintkniv, ett knivblad av polerat stål, ett järn en halv aln långt. Enligt Nicolaus Lundbergius  som var kyrkoherde i Tolgs socken hade Oden sedan han för andra gången återkommit från Asien på sin ålderdom slagit sig ned här. I Suecia antiqua et hodierna publicerades bilden av en hällkista som sades vara Odens grav. På bilden har järnstycket förvandlats till ett svärdsfäste, och därtill visas en bit människoben och en hästtand, oklart om dessa fynd också gjordes i högen. Av högen finns idag utpekas i stället en hög vid Asasjöns östra strand, Blothögen, som Odens grav.
Senare tillhörde Asa släkterna von Vicken, Maechel och 1795 köpte överstelöjtnant G. Leijonhufuvd säteriet.
1895 sålde Gustaf Abraham Edvard Leijonhufvuds svärson Knut Arvid Posse Asa till en tysk finansspekulant W. Bishoff som främst sysslade med uthuggningar av godsets skogar. 1913 köptes det dock av Hugo Stinnes som gav det i gåva till sin hustru. Det var främst hans hustru och barn som var bosatta här på Asa även om även Hugo Stinnes tog emot gäster här. Bland annat Paul von Hindenburg och Erich Ludendorff besökte Asa. Efter hans död 1924 behöll hans änka Asa. Sonen Otto Stinnes var en av de stora tyska affärsmännen under det nazistiska styret i Tyskland. Efter kriget kom hans ägoinnehav att granskas, vilket ledde till att Asa exproprierades 1949. Det kom därefter att bli lantbruksskola för utbildning av skogvaktare och kronojägare. En del av Asa kom i samband med detta även att styckas av för privata tomter.